# Strife
Strife je akční videohra vyvinutá společností Rogue Entertainment a vydaná společností Velocity, a je založená na enginu hry Doom od ID Software. Strife obsahuje prvky RPG, například umožňuje mluvit s ostatními non-player charaktery ve hře, pracovat s inventářem či jednoduše vylepšovat vlastnosti hlavního hrdiny. Hra byla v roce 2014 vydána pod názvem The Original Strife: Veteran Edition na službě Steam pro operační systémy Windows, MacOS X a Linux. Protože zdrojové kódy k původní hře byly ztraceny, byla tato verze postavena na open source enginu Chocolate Strife.

## Příběh
Zemi zasáhla kometa přinášející smrtelný virus zabíjející většinu populace. Zanedlouho mnoho přeživších uslyšelo ve svých hlavách hlas samozvaného boha a slepě jej uctívali. Vzniklý Řád (The Order) za pomocí brutálních metod převzal kontrolu nad přeživším světem, zotročil většinu zbylého obyvatelstva a za přísných a despotických poměrů trestal sebemenší neposlušnost, díky čemuž rychle vzniklo rozsáhlé odbojové hnutí nazývající se „The Front“. Nicméně technologický náskok řádu omezoval aktivity odboje.

## Herní principy
Na rozdíl od většiny her postavených na Doom enginu umožňuje kromě již zmiňované konverzace s NPC práci s inventářem, jednoduché vylepšování vlastností hlavního hrdiny a až 3 zakončení v závislosti na rozhodnutí v určitých fázích hry, přičemž jen jedno vede k vyloženě kladnému závěru.
Strife je z „Doom“ her nejméně lineární, do většiny již prošlých lokací se lze vracet (až na pár výjimek), mimo mise se hráč pohybuje ve městě ovládané řádem, základnou povstalců a později dobytým hradem.
Mise jsou zadávány prostřednictví komunikátoru od agentky Black Bird nebo od ostatních postav.

## Grafické a zvukové zpracování
Přes mnohá vylepšení enginu se hra nedala příliš srovnávat s tehdy vydávanými hrami jako je Quake. Je to také poslední komerční hra postavená na tomto enginu.
Některé důležité postavy, briefingy a rozhovory s Black Bird byly nadabovány.

## Zbraně
- Punch Dagger
- Crossbow
- Assault Rifle
- Mini-Missile Launcher
- Grenade Launcher
- Flamethrower
- Mauler
- Sigil (neboli The Sigil of The One God)

U některých zbraní bylo možné používat několik druhů střeliva (elektrické či otrávené šipky do kuše, různé druhy granátů do granátometu atd). Některé zbraně, střelivo a další vybavení (zbroj, lékárničky, oblek do radioaktivního prostředí atd) může hráč omezeně nakoupit ve městě.

## Porty hry
Source port hry využívající ZDoom vyžaduje původní hru jako základ pro spuštění. Tento port umožňuje hrát Strife ve vysokých rozlišeních, s lepším ovládáním a rozšířenou upravitelností. Původní zdrojové kódy byly Rogue Entertainmentem ztraceny, nicméně pomocí reverzního inženýrství byl Janisem Legzdinshem vytvořen port, který se později stal součástí ZDoomu, pomocí kterého je nyní také možné Strife hrát. Dalším source portem je například SvStrife či Chocolate Strife.